# LISMO
LISMO（リスモ、au LISTEN MOBILE SERVICE）とは、かつて存在したauブランドを展開するKDDIおよび沖縄セルラー電話が2006年1月からサービス展開の携帯電話とパソコンを組み合わせた音楽配信および電子書籍閲覧の総合サービス。
2016年8月3日、KDDIはこれまで通りのLISMOは、LTE・VoLTE対応機種を含む一部のauフィーチャーフォン版のみとし、既存のauスマートフォン向け音楽サービス「うたパス」（現：auスマートパスプレミアムミュージック）のリニューアルに伴い、スマートフォン版のLISMOを統合することを発表した。
2019年、LISMOのサービスは完全に廃止された。

## 仕様

### 機能
リスモでは次のことが可能だった。
- 携帯電話、パソコン、au×Sony "MUSIC PROJECT"に対応したソニー製ウォークマン（旧ネットワークウォークマン）やネットワーク対応ミニコンポのネットジュークで音楽を聴く → 2016年8月以降、スマートフォンやパソコンは「うたパス」で継続。
- 携帯電話かパソコンで「着うたフル」をダウンロードする
- パソコン内の音楽を携帯電話に転送する（現在サポートしている圧縮・非圧縮音声コーデックは、AACとWAV、WMAのみの対応で、標準的な圧縮音声コーデックのMP3には未対応（Ver.3.2は非公認パッチにてMP3対応可能、またLISMO PortはMP3対応している）。
- CDの音楽を携帯電話に転送する
- プレイリストをほかの携帯電話と共有する
- ダウンロードした音楽を着信音として使用する
- 携帯電話内のデータ（画像、動画、着うたフルなど）をパソコンにバックアップする
  - バックアップした着うたフルを再生する場合は、ダウンロードに使用した端末と同じ電話番号を持つ端末を、USBケーブルでパソコンに接続する必要がある。
- 携帯電話、パソコンで小説・コミック等の電子書籍の閲覧 → 2016年5月以降、スマートフォンやパソコンは「ブックパス」で継続[2]。

### 対応ファイル形式
着うたフルと同一のHE-AAC形式で、ビットレートは128〜320kbps。拡張子は携帯電話上では .KMF、パソコン上では.KDRとなる。ただしCDもしくはファイルからインポートした楽曲は着信音設定できない、LISMO Music Searchやうたともで認識できない（CDDBデータを含むCDからインポートした場合には検索可能）などの制限がある。

### 中核となるサービス
auは従来から「着うたフル」や「LISMOビデオクリップ」の各音楽配信サービスを展開していたが、それぞれ「LISMO Music」（リスモ ミュージック）に名称をリニューアルし、同時に映画配信サービスの「LISMO Video」（リスモ ビデオ）を開始。更に「EZブック」を統合してからは「LISMO! Music Video Book」（リスモ ミュージック ビデオ ブック）にリニューアルしていた。

#### au Music Player/LISMO Player
携帯電話上で動作する音楽プレーヤー。以前までの携帯電話上のミュージックプレーヤーソフトと比べて、iPodのようにプレイリストも利用でき、アーティスト別やアルバム別再生などができるようになっており、高機能になっている。イコライザやサラウンド（一部機種は非搭載）、シャッフル再生などにも対応している。
初期（W41シリーズなど）はSD-Audioやメモリースティックオーディオなどは別のプレーヤーを搭載して対応していたが、W42シリーズあたりからは、SD-Audioやメモリースティックオーディオにも対応した。
2006年秋モデル以降からは、機種ごとに音質がチューニングされ、圧縮された音源を原音に近づけるというDBEXエンジンに対応した。チューニングはヤマハが監修した。
2006年冬モデル以降からは128 kbps（但し、W41SHは除く）の音楽再生に対応した。W44K IIを除く2007年モデル以降からは「LISMOビデオクリップ」に対応し、さらに再生中に他のアーティストやアルバムの音楽を閲覧・再生できるようになった。
W61シリーズ以降でなおかつKCP+対応（例：W61T、W61SA、W61S）の一部の2008年モデル以降からは前述のDBEXエンジン以上に圧縮された音源をより一層原音に近づける日本ビクター（現：JVCケンウッド）とビクターエンタテインメント（初代法人、後のJVCケンウッド・ビクターエンタテインメント → ビクターエンタテインメント〈二代目法人〉）の共同開発による新技術「net K2」に対応可能となった。
一部の2009年秋冬モデル、および一部の2010春モデル以降からは電子書籍プレーヤー（LISMO Book、旧：EZブック）と統合された。
au Music Player/LISMO Playerは携帯電話に最初から組み込まれたバージョンからアップデートすることはできない。バージョン情報は「メニュー→設定→プレイヤー情報」から確認できる。
またLISMO Playerのスマートフォン向けアプリも現在公開されている。スマートフォン向けはAndroid専用で、最初にリリースされたのはIS01で、このバージョンのみ横向き画面となっている。2010年秋・冬モデルからはIS03など海外メーカーの一部を除く機種に対応している。スマートフォン用LISMO PlayerはAndroid Marketからではなく、au one Marketからダウンロードする形となる。

#### au Music Port/LISMO Port
Windowsパソコン上で動作するソフトウェア。楽曲のダウンロード、再生を行い、携帯電話のデータをバックアップする。バックアップの対象となるデータは楽曲に加え、カメラで撮影した写真や動画、スケジューラ、アドレス帳、Eメールのデータも含まれる。なお、バックアップ時の楽曲は、着うたフルはMUSIC LIBRARYに、著作権保護つき着うたはEZ CONTENTSにそれぞれ区別される。Eメールメニューのデータは直接は保存できず、外部メモリまたは本体データフォルダに移動・コピーしたもののみが保存される。
後から発表されたLISMO Portでは、携帯電話のみならず、au×Sony "MUSIC PROJECT"に対応したウォークマンやミニコンポ「ネットジューク」などにダウンロードした楽曲を転送して演奏することができる。LISMO Portは2013年11月29日にダウンロード提供とサポートを終了。

#### LISMO Music Store
パソコン上から楽曲をダウンロード購入できるサービス。開始当初は2万曲の楽曲を提供。SonicStage for LISMOではバージョン2.0より利用できるようになった。

#### うたとも
auが提供する音楽コミュニケーションサービス。一種のソーシャル・ネットワーキング・サービスであり、同じ曲を聴く使用者が公開する情報などを表示する。

#### LISMO WAVE
対応した携帯電話・スマートフォン向けに音楽やFMラジオ番組のストリーミング配信を行っていたサービス。2019年9月30日をもって、サービスを終了した。
LISMO WAVEは2011年1月26日からサービス開始し、開始時点ではISシリーズのIS03・IS04・IS05とCDMA 1X WIN（後のau 3G）のT006が対応機種だった。サービス内容として以下の2つのチャンネルを軸とし、現在流れている楽曲情報やランキング、おすすめ情報の取得、地下鉄などでの不安定な通信環境でのバッファ再生機能、番組表の確認、Twitterとの連携機能などがあった。利用するには後述の月額料金が発生するが、2012年3月よりスタートした「auスマートパス」（月額372円（消費税抜））に加入すれば、これらのチャンネルを別途追加料金なしで楽しむことができた。2013年3月4日よりiOSにも対応したことに伴い、iPhoneとiPadにも対応した。2015年5月12日、au携帯電話（T006、T007、S007）とAndroid 2.3以下の端末は、システム変更に伴って2015年8月1日にサービスを終了する事が発表された。
ラジオチャンネル - 2019年9月30日サービス終了
全国の民放FM52局（全国FM連合加盟局）のFMラジオ放送を聴取できたサービス。
auスマートパス会員には、2019年9月30日にサービス終了したLISMO WAVEの代替サービスとして新たに「radiko for au」が提供されることとなった。「radiko for au」は、radikoと共通の基本サービスで地元局と全国無料配信局をリアルタイム・タイムフリー聴取が可能な他、独自サービスとして全国のFM放送局45局（2019年9月時点）がリアルタイムで聴取可能となっていた。for auは2022年6月30日をもってサービス終了。
他キャリアでも「ドコデモFM・WIZ RADIO・JFN PARK」という同様のサービスが存在した。配信局はJFN加盟の38局と福岡県の外国語FM放送局であるLOVE FM（2020年6月30日に配信終了）に限られるが、LISMO WAVEで配信し、radikoの配信を行っていないFM局を2019年10月以降にインターネットで聴取するためにはWIZ RADIO・JFN PARK→AuDeeなどを利用することになっていた。
radiko自体も2014年4月1日から有料で全国の実施局の放送をエリア制限なしで聴取できる「radikoプレミアム」のサービスも開始している。こちらはLISMO WAVEでは配信対象外のAMラジオ局も聴取できるが、radikoプレミアムでの再送信を行っていない放送局やradikoによる配信を実施していない放送局は聴取できない。
LISMO WAVEは、民放ラジオ局を放送対象地域内のみでサイマル送信するradikoとは異なり、日本国内で3GまたはLTE回線ならびにWi-Fi回線が繋がっていれば、地域にかかわらず上記のラジオ局をすべて聴取できた。過去にはJFN系列外の一部放送局がradikoの配信を開始するまでの間、インターネットによる再送信サービスが当サービスのみである事例も存在した。
バッファ再生機能を備えているため、地上波での実際の放送から1 - 6分程度の遅延が発生していた。基本的にコマーシャルはBGMに差し替えられるが、スポンサーや番組によっては地上波で放送されているコマーシャルがそのまま流れる。時報音も各局で対応が異なるが、実際の時刻とずれが生じているのを注意する必要があった。
サービス料金は1局単位で月額100円、全ての対象局が聞ける「ラジオパック」が月額300円（消費税抜）となっているが、サービス開始から2011年5月末までは無料で提供されていた。
2011年3月11日に発生した東北地方太平洋沖地震（東日本大震災）を受けて、3月15日 - 4月30日の間はJFNのキー局であるTOKYO FMと東北地方の加盟局（FM青森・FM岩手・FM秋田・Date fm・Rhythm Station・ふくしまFM）の配信（3月29日にInterFMとbayfm78を追加配信）を特設の「『LISMO WAVE』東北地方太平洋沖地震支援サイト」上で行い、LISMO WAVEの契約を行っていなくてもパソコンやスマートフォンで無料で聴取することができた。
放送権利の問題で配信できないオリンピックやFIFAワールドカップなどのジャパンコンソーシアム製作のスポーツ中継、および公職選挙法に基づく政見放送のほか、一部芸能人の出演する番組はradikoでは配信されても本サービスでは配信されないものがあった。
音楽映像チャンネル（Musiclips）- 2015年1月31日サービス終了
Wi-Fi回線を利用して音楽映像を視聴できるAndroid対応（一部機種を除く）auスマートフォンおよびiPhone専用のサービス（機種によっては3G・LTE回線を利用したパケット通信でも利用できた）。2015年1月31日をもってサービスを終了した。
開始当初はKDDIが運営し、「au Exclusive Live」で配信されているライブ映像を視聴できる「LISMO WAVE Channel」を無料で配信したほか、2011年5月からはレーベルゲートとの協業でビデオクリップや音楽映像を配信するチャンネルを3種用意した。
月額料金は先述の「ラジオパック」同様300円（消費税抜）だが、2012年3月31日までに新規で加入した場合に限り情報料が最大3ヶ月間は無料だった。
2013年11月6日からAndroid端末では音楽映像チャンネルは新たに発表された「ミュージックリップス」での利用となるが、月額料金などは従来と同額だった。

### その他のLISMOサービス
上記以外に、LISMOを冠するサービスには次のものがある。
- LISMO CONNEXION

スマートフォン向けアプリ。利用無料。アーティストに関連する項目を閲覧できる。
- LISMO Book Store

2016年4月にサービス終了。電子書籍サービスは「ブックパス（2012年12月開始。継続中）」に統合。

## 対応機種
基本的には2004年以降に発売された一部のW2xシリーズ以降の着うたフル、およびLISMO Book（電子書籍閲覧用アプリ、旧・EZブック）機能が搭載されているCDMA 1X WIN（後のau 3G）端末が対応している。また、2006年以降の着うたフルが搭載されているCDMA 1X WIN/au 3G端末からはau Music Player（後のLISMO Player）およびパソコン管理用バックアップアプリケーションソフトのau Music Port、もしくはLISMO Portを利用する事が可能である。
以下の一覧表にある、LISMO Videoの項目は「au BOX」および「MYスライドビデオ」も含む。また、LISMO Videoに対応しない機種ではau Music Port（後のLISMO Port（Ver. 4.0以降。厳密にはx-アプリ for LISMO）に対応）で、対応する機種ではLISMO Port（厳密にはSonicStage for LISMO）で楽曲管理を行う。
主にW5xシリーズ以降がLISMOビデオクリップに、W6xシリーズ以降がLISMO Videoに、2009年の型番改正以降が着うたフルプラスにそれぞれ対応している。
Android端末ではプリインストールされているLISMO関連のアイコンから、またはau one MarketでLISMOと検索の上各アプリケーションをダウンロードする必要がある。
※ ☆印の付与された機種はLISMO Player（旧：au Music Player）、およびau Music Port、LISMO Portに非対応となっており、★印の付与された機種はLISMO Playerに対応するがLISMO Portには非対応となっている。
| メーカー                                                                          | 着うたフル | LISMOビデオクリップ | LISMO Video （2013年3月28日を以ってサービス終了） | 着うたフルプラス | LISMO Book Store （旧・LISMO Book←EZブック。2016年4月30日を以ってサービス終了） | LISMO （Android/ iOS版） | LISMO WAVE | LISMO unlimited （2013年5月31日を以てサービス終了） | LISMO Book Store | 対応機種名 |
| --------------------------------------------------------------------------------- | ---------- | ------------------- | ------------------------------------------------- | ---------------- | ------------------------------------------------------------------------------- | ------------------------ | ---------- | --------------------------------------------------- | ---------------- | --- |
| NECカシオ/ カシオ計算機（CA）                                                     | ○          | ×                   | ×                                                 | ×                | ○                                                                               | ×                        | ×          | ×                                                   | ×                | W21CA（W21CA II）☆/W31CA☆/W41CA/G'z One W42CA/W43CA/E03CA |
| NECカシオ/ カシオ計算機（CA）                                                     | ○          | ○                   | ×                                                 | ×                | ○                                                                               | ×                        | ×          | ×                                                   | ×                | W51CA/W52CA/EXILIMケータイ W53CA/W61CA |
| NECカシオ/ カシオ計算機（CA）                                                     | ○          | ○                   | ○                                                 | ×                | ○                                                                               | ×                        | ×          | ×                                                   | ×                | G'z One W62CA/EXILIMケータイ W63CA/G'z One CA002/EXILIMケータイ CA004 |
| NECカシオ/ カシオ計算機（CA）                                                     | ○          | ○                   | ○                                                 | ○                | ○                                                                               | ×                        | ×          | ×                                                   | ×                | CA001/EXILIMケータイ CA003/EXILIMケータイ CA005/EXILIMケータイ CA006/G'z One TYPE-X（CAY01）/CA007 |
| NECカシオ/ カシオ計算機（CA）                                                     | ×          | ×                   | ×                                                 | ×                | ○                                                                               | ○                        | ○          | ○                                                   | ○                | G'zOne IS11CA（CAI11）/G'zOne TYPE-L CAL21 |
| NECカシオ/ 日立コンシューマエレクトロニクス（H・HI）                              | ×          | ×                   | ×                                                 | ×                | ×                                                                               | ×                        | ×          | ×                                                   | ×                | W11H☆/W21H☆ |
| NECカシオ/ 日立コンシューマエレクトロニクス（H・HI）                              | ○          | ×                   | ×                                                 | ×                | ○                                                                               | ×                        | ×          | ×                                                   | ×                | W22H☆/PENCK（W31H）☆/W32H☆/W41H/W42H/W43H（W43H II） |
| NECカシオ/ 日立コンシューマエレクトロニクス（H・HI）                              | ○          | ○                   | ×                                                 | ×                | ○                                                                               | ×                        | ×          | ×                                                   | ×                | W51H/W52H/Woooケータイ W53H/W61H |
| NECカシオ/ 日立コンシューマエレクトロニクス（H・HI）                              | ○          | ○                   | ○                                                 | ×                | ○                                                                               | ×                        | ×          | ×                                                   | ×                | Woooケータイ W62H/Woooケータイ W63H |
| NECカシオ/ 日立コンシューマエレクトロニクス（H・HI）                              | ○          | ○                   | ○                                                 | ○                | ○                                                                               | ×                        | ×          | ×                                                   | ×                | Woooケータイ H001（HI001）/Mobile Hi-Vision CAM Wooo（HIY01）/beskey（HIY02） |
| NECカシオ/ NEC（N・NE）                                                           | ×          | ×                   | ×                                                 | ×                | ○                                                                               | ○                        | ○          | ○                                                   | ○                | MEDIAS BR IS11N（NEI11） |
| 京セラ KYOCERAブランド（K・KY）                                                   | ×          | ×                   | ×                                                 | ×                | ×                                                                               | ×                        | ×          | ×                                                   | ×                | W11K☆/mamorino（KYY01）☆/mamorino2（KYY02）☆/Mi-Look（KYY03）☆/mamorino3（KYY05）☆ |
| 京セラ KYOCERAブランド（K・KY）                                                   | ×          | ×                   | ×                                                 | ×                | ○                                                                               | ×                        | ×          | ×                                                   | ×                | W21K☆/簡単ケータイ W32K☆/W62K☆/W63K（W63K Z）☆/安心ジュニアケータイ K001（KY001）☆/ベルトのついたケータイ NS01（KYX01）☆/misora（KYX02）☆/簡単ケータイ K003（KY003）☆/PRISMOID（KYX03）☆/E07K☆/簡単ケータイ K004（KY004）☆/lotta（KYX04）☆/簡単ケータイ K005（KY005）☆/K006（KY006）☆/簡単ケータイ K008（KY008）☆/簡単ケータイ K010（KY010）☆/E10K☆/簡単ケータイ K012（KY012）☆/GRATINA KYY06☆/GRATINA2 KYY10☆ |
| 京セラ KYOCERAブランド（K・KY）                                                   | ○          | ×                   | ×                                                 | ×                | ○                                                                               | ×                        | ×          | ×                                                   | ×                | W31K（W31K II）☆/W41K/W42K/W43K/W44K（W44K II,W44K IIZ） |
| 京セラ KYOCERAブランド（K・KY）                                                   | ○          | ○                   | ×                                                 | ×                | ○                                                                               | ×                        | ×          | ×                                                   | ×                | W51K/MEDIA SKIN（W52K）/W53K/W61K/W64K/W65K/K002（KY002） |
| 京セラ KYOCERAブランド（K・KY）                                                   | ○          | ○                   | ○                                                 | ○                | ○                                                                               | ×                        | ×          | ×                                                   | ×                | K007（KY007）/K009（KY009）/K011（KY011） |
| 京セラ KYOCERAブランド（K・KY）                                                   | ○          | ○                   | ×                                                 | ○                | ○                                                                               | ×                        | ×          | ×                                                   | ×                | MARVERA KYY08★/MARVERA2 KYY09★ |
| 京セラ KYOCERAブランド（K・KY）                                                   | ×          | ×                   | ×                                                 | ×                | ×                                                                               | ○                        | ○          | ○                                                   | ○                | DIGNO ISW11K（KYI11）/URBANO PROGRESSO（KYY04）/DIGNO S KYL21 |
| 京セラ KYOCERAブランド（K・KY）                                                   | ×          | ×                   | ×                                                 | ×                | ○                                                                               | ○                        | ○          | ×                                                   | ○                | URBANO L01（KYY21）/DIGNO M KYL22/URBANO L02（KYY22）/URBANO L03（KYY23）/TORQUE G01（KYY24）/URBANO V01（KYV31）/INFOBAR A03（KYV33）/URBANO V02（KYV34）/TORQUE G02（KYV35）/Qua tab 01（KYT31） |
| 京セラ KYOCERAブランド（K・KY）                                                   | ×          | ×                   | ×                                                 | ×                | ○                                                                               | ○                        | ×          | ×                                                   | ○                | BASIO KYV32 |
| 京セラ KYOCERAブランド（K・KY）                                                   | ×          | ×                   | ×                                                 | ×                | ×                                                                               | ○                        | ×          | ×                                                   | ×                | miraie KYL23 |
| 京セラ KYOCERAブランド（K・KY）                                                   | ×          | ×                   | ×                                                 | ×                | ×                                                                               | ○                        | ×          | ×                                                   | ×                | GRATINA 4G |
| パナソニック モバイルコミュニケーションズ（P・MA）                                | ○          | ×                   | ×                                                 | ×                | ○                                                                               | ×                        | ×          | ×                                                   | ×                | W51P |
| パナソニック モバイルコミュニケーションズ（P・MA）                                | ○          | ○                   | ×                                                 | ×                | ○                                                                               | ×                        | ×          | ×                                                   | ×                | W52P/W61P/W62P（島耕作ケータイ含む） |
| パナソニック モバイルコミュニケーションズ（P・MA）                                | ○          | ○                   | ○                                                 | ○                | ○                                                                               | ×                        | ×          | ×                                                   | ×                | P001（MA001） |
| ソニーモバイルコミュニケーションズ （旧：ソニー・エリクソン時代を含む） （S・SO） | ×          | ×                   | ×                                                 | ×                | ○                                                                               | ×                        | ×          | ×                                                   | ×                | W21S☆/W62S Z（カメラなしモデル）☆ |
| ソニーモバイルコミュニケーションズ （旧：ソニー・エリクソン時代を含む） （S・SO） | ○          | ×                   | ×                                                 | ×                | ○                                                                               | ×                        | ×          | ×                                                   | ×                | W31S☆/W32S☆/W41S/W42S/W43S |
| ソニーモバイルコミュニケーションズ （旧：ソニー・エリクソン時代を含む） （S・SO） | ○          | ○                   | ×                                                 | ×                | ○                                                                               | ×                        | ×          | ×                                                   | ×                | W44S/W51S/W52S/W53S/W62S/W64S/S002（SO002） |
| ソニーモバイルコミュニケーションズ （旧：ソニー・エリクソン時代を含む） （S・SO） | ○          | ○                   | ○                                                 | ×                | ○                                                                               | ×                        | ×          | ×                                                   | ×                | W54S/Cyber-Shotケータイ W61S//フルチェンケータイ re（W63S） |
| ソニーモバイルコミュニケーションズ （旧：ソニー・エリクソン時代を含む） （S・SO） | ○          | ○                   | ○                                                 | ○                | ○                                                                               | ×                        | ×          | ×                                                   | ×                | Walkman Phone, Xmini（W65S）/Walkman Phone,Premier3（SOY01）/Cyber-Shotケータイ S001（SO001）/G9（SOX01）/BRAVIA Phone U1（SOY02）/URBANO BARONE（SOY03）/Cyber-Shotケータイ S003（SO003）/BRAVIA Phone S004（SO004）/BRAVIA Phone S005（SO005）/URBANO MOND（SOY04）/Cyber-Shotケータイ S006（SO006）/G11（SOX02）/URBANO AFFARE（SOY05）                                                                     |
| ソニーモバイルコミュニケーションズ （旧：ソニー・エリクソン時代を含む） （S・SO） | ○          | ○                   | ○                                                 | ○                | ○                                                                               | ×                        | ○          | ×                                                   | ×                | S007（S007） |
| ソニーモバイルコミュニケーションズ （旧：ソニー・エリクソン時代を含む） （S・SO） | ×          | ×                   | ×                                                 | ×                | ○                                                                               | ○                        | ○          | ○                                                   | ○                | Xperia acro IS11S（SOI11）/Xperia acro HD IS12S（SOI12）/Xperia VL SOL21/Xperia UL SOL22 |
| ソニーモバイルコミュニケーションズ （旧：ソニー・エリクソン時代を含む） （S・SO） | ×          | ×                   | ×                                                 | ×                | ○                                                                               | ○                        | ○          | ×                                                   | ○                | Xperia Z1 SOL23/Xperia Z Ultra SOL24/Xperia ZL2 SOL25/Xperia Z2 Tablet SOT21/Xperia Z3 SOL26/Xperia Z4 SOV31/Xperia Z4 Tablet SOT31 |
| 京セラ SANYOブランド （旧：三洋電機時代を含む） （SA）                            | ×          | ×                   | ×                                                 | ×                | ○                                                                               | ×                        | ×          | ×                                                   | ×                | W21SA☆ |
| 京セラ SANYOブランド （旧：三洋電機時代を含む） （SA）                            | ○          | ×                   | ×                                                 | ×                | ○                                                                               | ×                        | ×          | ×                                                   | ×                | W22SA☆/W31SA（W31SA II）☆/W32SA☆/W33SA（W33SA II）☆/W41SA/E02SA/W43SA |
| 京セラ SANYOブランド （旧：三洋電機時代を含む） （SA）                            | ○          | ○                   | ×                                                 | ×                | ○                                                                               | ×                        | ×          | ×                                                   | ×                | W51SA/W52SA |
| 京セラ SANYOブランド （旧：三洋電機時代を含む） （SA）                            | ○          | ○                   | ○                                                 | ×                | ○                                                                               | ×                        | ×          | ×                                                   | ×                | W54SA/W61SA/W63SA/W64SA |
| 京セラ SANYOブランド （旧：三洋電機時代を含む） （SA）                            | ○          | ○                   | ○                                                 | ○                | ○                                                                               | ×                        | ×          | ×                                                   | ×                | SA001/SA002 |
| 鳥取三洋電機（SA）                                                                | ○          | ×                   | ×                                                 | ×                | ○                                                                               | ×                        | ×          | ×                                                   | ×                | W42SA |
| 鳥取三洋電機（SA）                                                                | ○          | ○                   | ×                                                 | ×                | ○                                                                               | ×                        | ×          | ×                                                   | ×                | W53SA/INFOBAR2（W55SA）/W62SA |
| シャープ（SH）                                                                    | ×          | ×                   | ×                                                 | ×                | ○                                                                               | ×                        | ×          | ×                                                   | ×                | E05SH☆/E06SH☆ |
| シャープ（SH）                                                                    | ○          | ×                   | ×                                                 | ×                | ○                                                                               | ×                        | ×          | ×                                                   | ×                | W41SH |
| シャープ（SH）                                                                    | ○          | ○                   | ×                                                 | ×                | ○                                                                               | ×                        | ×          | ×                                                   | ×                | AQUOSケータイ W51SH/W52SH/AQUOSケータイ W61SH/URBANO（W63SH） |
| シャープ（SH）                                                                    | ○          | ○                   | ○                                                 | ×                | ○                                                                               | ×                        | ×          | ×                                                   | ×                | W62SH/AQUOSケータイ W64SH |
| シャープ（SH）                                                                    | ○          | ○                   | ○                                                 | ○                | ○                                                                               | ×                        | ×          | ×                                                   | ×                | SH001/SOLAR PHONE SH002/Sportio water beat（SHY01）/AQUOS SHOT SH003/SH004/SH005/AQUOS SHOT SH006/SOLAR PHONE SH007/AQUOS SHOT SH008/SH009/AQUOS SHOT SH010/SH011 |
| シャープ（SH）                                                                    | ×          | ×                   | ×                                                 | ×                | ×                                                                               | ○                        | ×          | ×                                                   | ○                | IS01（SHI01） |
| シャープ（SH）                                                                    | ×          | ×                   | ×                                                 | ×                | ○                                                                               | ○                        | ○          | ○                                                   | ○                | IS03（SHI03）/IS05（SHI05）/AQUOS PHONE IS11SH（SHI11）/AQUOS PHONE IS12SH（SHI12）/INFOBAR A01（SHX11）/AQUOS PHONE IS13SH（SHI13）/AQUOS PHONE IS14SH（SHI14）/INFOBAR C01（SHX12）/AQUOS PHONE SL IS15SH（SHI15）/AQUOS PHONE SERIE ISW16SH（SHI16）/AQUOS PHONE CL IS17SH（SHI17）/AQUOS PHONE SERIE SHL21/AQUOS PAD SHT21                                                                                 |
| シャープ（SH）                                                                    | ×          | ×                   | ×                                                 | ×                | ○                                                                               | ○                        | ○          | ×                                                   | ○                | AQUOS PHONE SERIE SHL22/AQUOS PHONE SERIE SHL23/AQUOS PHONE SERIE mini SHL24/AQUOS PAD SHT22/AQUOS SERIE SHL25/AQUOS SERIE mini SHV31/AQUOS SERIE SHV32 |
| シャープ（SH）                                                                    | ×          | ×                   | ×                                                 | ×                | ×                                                                               | ○                        | ×          | ×                                                   | ×                | AQUOS K SHF31/AQUOS K SHF32 |
| 富士通MC TOSHIBAブランド （旧：東芝時代を含む） （T・TS）                         | ×          | ×                   | ×                                                 | ×                | ×                                                                               | ×                        | ×          | ×                                                   | ×                | dynapocket IS02（TSI01）☆/E31T☆/Windows Phone IS12T（TSI12）☆ |
| 富士通MC TOSHIBAブランド （旧：東芝時代を含む） （T・TS）                         | ○          | ×                   | ×                                                 | ×                | ○                                                                               | ×                        | ×          | ×                                                   | ×                | W21T☆/W31T☆/W32T☆/W41T/neon（W42T）/W43T/W44T（TiMO W44T II, LEXUS W44T III） /W45T |
| 富士通MC TOSHIBAブランド （旧：東芝時代を含む） （T・TS）                         | ○          | ○                   | ×                                                 | ×                | ○                                                                               | ×                        | ×          | ×                                                   | ×                | DRAPE（W46T）/W47T/W51T/W52T/W53T/W54T/W55T |
| 富士通MC TOSHIBAブランド （旧：東芝時代を含む） （T・TS）                         | ○          | ○                   | ○                                                 | ×                | ○                                                                               | ×                        | ×          | ×                                                   | ×                | W56T/W61T/W62T/Sportio（W63T）/W64T |
| 富士通MC TOSHIBAブランド （旧：東芝時代を含む） （T・TS）                         | ○          | ○                   | ○                                                 | ○                | ○                                                                               | ×                        | ×          | ×                                                   | ×                | W65T/フルチェンケータイ T001（TS001）/ドッツ・オブセッション、 水玉で幸福いっぱい（TSX01）/宇宙へ行くときのハンドバッグ（TSX02）/私の犬のリンリン（TSX03） /T002（TS002）/biblio（TSY01）/PLY（TSX04）/T003（TS003）/E08T/REGZA Phone T004（TS004）/LIGHT POOL（TSX05）/T005（TS005）/X-RAY（TSX06）/T008（TS008）                                                                                             |
| 富士通MC TOSHIBAブランド （旧：東芝時代を含む） （T・TS）                         | ○          | ○                   | ○                                                 | ○                | ○                                                                               | ×                        | ○          | ×                                                   | ×                | T006（TS006）/T007（TS007） |
| 富士通MC TOSHIBAブランド （旧：東芝時代を含む） （T・TS）                         | ×          | ×                   | ×                                                 | ×                | ○                                                                               | ○                        | ○          | ○                                                   | ○                | REGZA Phone IS04（TSI04）/REGZA Phone IS11T（TSI11） |
| 富士通MC Fujitsuブランド （F・FJ）                                                | ○          | ○                   | ○                                                 | ○                | ○                                                                               | ×                        | ×          | ×                                                   | ×                | E09F/F001（FJ001） |
| 富士通MC Fujitsuブランド （F・FJ）                                                | ×          | ×                   | ×                                                 | ×                | ○                                                                               | ○                        | ○          | ○                                                   | ○                | ARROWS Z ISW11F（FJI11）/ARROWS ES IS12F（FJI12）/ARROWS Z ISW13F（FJI13）/ARROWS ef FJL21 |
| 富士通MC Fujitsuブランド （F・FJ）                                                | ×          | ×                   | ×                                                 | ×                | ○                                                                               | ○                        | ○          | ×                                                   | ○                | ARROWS Z FJL22/ARROWS Tab FJT21 |
| パンテック（PT）                                                                  | ×          | ×                   | ×                                                 | ×                | ×                                                                               | ×                        | ×          | ×                                                   | ×                | 簡単ケータイS PT001☆ |
| パンテック（PT）                                                                  | ×          | ×                   | ×                                                 | ×                | ○                                                                               | ×                        | ×          | ×                                                   | ×                | 簡単ケータイ W62PT☆/ケースのようなケータイ NS02（PTX01）☆/PT002☆/PT003☆ |
| パンテック（PT）                                                                  | ○          | ○                   | ×                                                 | ×                | ○                                                                               | ×                        | ×          | ×                                                   | ×                | W61PT |
| パンテック（PT）                                                                  | ×          | ×                   | ×                                                 | ×                | ×                                                                               | ×                        | ○          | ×                                                   | ○                | SIRIUS α IS06（PTI06）☆ |
| パンテック（PT）                                                                  | ×          | ×                   | ×                                                 | ×                | ×                                                                               | ×                        | ×          | ×                                                   | ○                | MIRACH IS11PT（PTI11）☆/EIS01PT（PT01E）☆ |
| パンテック（PT）                                                                  | ×          | ×                   | ×                                                 | ×                | ○                                                                               | ○                        | ○          | ○                                                   | ○                | VEGA PTL21 |
| HTC（HT）                                                                         | ×          | ×                   | ×                                                 | ×                | ×                                                                               | ×                        | ×          | ×                                                   | ×                | E30HT☆ |
| HTC（HT）                                                                         | ×          | ×                   | ×                                                 | ×                | ○                                                                               | ○                        | ○          | ×                                                   | ○                | HTC EVO WiMAX ISW11HT（HTI11）/HTC J One HTL22 |
| HTC（HT）                                                                         | ×          | ×                   | ×                                                 | ×                | ○                                                                               | ○                        | ○          | ○                                                   | ○                | HTC EVO 3D ISW12HT（HTI12）/HTC J ISW13HT（HTI13）/HTC J butterfly HTL21/INFOBAR A02（HTX21）/HTC J butterfly HTL23/HTC J Butterfly HTV31 |
| モトローラ（M・MO）                                                               | ×          | ×                   | ×                                                 | ×                | ○                                                                               | ○                        | ○          | ○                                                   | ○                | MOTOROLA PHOTON ISW11M（MOI11）/MOTROLA RAZR IS12M（MOI12） |
| サムスン電子（SC）                                                                | ×          | ×                   | ×                                                 | ×                | ○                                                                               | ○                        | ○          | ○                                                   | ○                | GALAXY S II WiMAX ISW11SC（SCI11）/GALAXY SIII Progre SCL21 |
| サムスン電子（SC）                                                                | ×          | ×                   | ×                                                 | ×                | ○                                                                               | ○                        | ○          | ×                                                   | ○                | GALAXY Note3 SCL22/GALAXY S5 SCL23/GALAXY Note Edge SCL24/GALAXY Tab S SCT21/Galaxy S6 edge SCV31 |
| LGエレクトロニクス（LG）                                                          | ×          | ×                   | ×                                                 | ×                | ○                                                                               | ○                        | ○          | ○                                                   | ○                | Optimus X IS11LG（LGI11）/Optimus G LGL21 |
| LGエレクトロニクス（LG）                                                          | ×          | ×                   | ×                                                 | ×                | ○                                                                               | ○                        | ○          | ×                                                   | ○                | isai LGL22/G Flex LGL23/isai FL LGL24/isai VL LGV31/isai vivid LGV32 |
| LGエレクトロニクス（LG）                                                          | ×          | ×                   | ×                                                 | ×                | ×                                                                               | ×                        | ×          | ×                                                   | ×                | Fx0 LGL25☆ |
| Apple （Apple）                                                                   | ×          | ×                   | ×                                                 | ×                | ×                                                                               | ○                        | ○          | ○                                                   | ×                | iPhone 4S★/iPhone 5★/iPhone 5s★/iPhone 5c★/iPad（第4世代）★/iPad mini★/iPad Air★/iPad mini Retinaディスプレイモデル★/iPhone 6★/iPhone 6 Plus★ |

## キャンペーン
サービス開始の少し前からCMで宇多田ヒカルの楽曲を使用してのテレビコマーシャル（以下、CM）が全国でオンエア（放送）された。また、2006年2月から5月の期間中auユーザーの毎月1曲着うたフル（機種によっては着うた）や、キャラクター「リスモくん」の壁紙等が無料でダウンロードできるサービスも行われた。
CMは2011年9月頃まで主に音楽系番組（例・「ミュージックステーション」、「ベストヒットUSA 2009」等）でオンエアされ、10月以降はCM等のプロモーションによるキャンペーンは一切行われていない。

### CM曲
※太字のアーティストはCM本編にも出演。
1. 宇多田ヒカル 「Keep Tryin'」（2006年1月〜4月）
2. 平井堅 「バイマイメロディー」（2006年5月〜8月）
3. 絢香 「三日月」（2006年9月〜11月）
4. EXILE 「Lovers Again」（2006年12月〜2007年1月）
5. YUI 「CHE.R.RY」（2007年2月〜5月）
6. アンジェラ・アキ 「たしかに」（2007年6月〜7月）
7. 桑田佳祐 「風の詩を聴かせて」（2007年8月〜9月）
8. いきものがかり 「茜色の約束」（2007年10月〜11月）
9. 伊藤由奈×セリーヌ・ディオン 「あなたがいる限り〜A WORLD TO BELIEVE IN〜」（2007年12月〜2008年1月）
10. EXILE 「Pure」（2008年2月〜3月）
11. Superfly 「Hi-Five」（2008年4月）
12. JYONGRI 「Unchanging Love -君がいれば-」（2008年5月）
13. サザンオールスターズ 「TSUNAMI」「愛の言霊 〜Spiritual Message」「君こそスターだ」「涙のキッス」「真夏の果実」（2008年6月）
14. サザンオールスターズ 「I AM YOUR SINGER」（2008年7月〜8月）
15. flumpool 「花になれ」（2008年9月〜10月）
16. 福原美穂 「優しい赤」（2008年11月）
17. 倖田來未 「stay with me」（2008年12月〜2009年1月）
18. レミオロメン[注釈 20]「Sakura」（2009年2月〜3月）
19. 尾崎豊 「I LOVE YOU」（2009年4月〜7月）
20. 福山雅治[注釈 21]「旅人」（2009年8月〜9月）※映画「キラー・ヴァージンロード」とのタイアップ曲
21. flumpool[注釈 22]「見つめていたい」（2009年10月〜12月）
22. Galileo Galilei[注釈 22]「ハマナスの花」（2010年1月〜3月）
23. WEAVER[注釈 22]「僕らの永遠〜何度生まれ変わっても、手を繋ぎたいだけの愛だから〜」（2010年8月〜9月）※映画「Sweet 9 Flowords -新しい9の合言葉-」とのタイアップ曲
24. ねごと 「カロン」（2011年2月〜3月）
25. NICO Touches the Walls 「手をたたけ」（2011年7月〜9月）

## 他社の類似サービス
- S!ミュージックコネクト（ソフトバンクモバイル）
- うた・ホーダイ（NTTドコモ）
- Napster（NTTドコモ他）
- SD-Jukebox（panasonic）
- ドコモケータイdatalink（NTTドコモ）
- KKBOX（KKBOX）

## 沿革
2006年1月19日
LISMOサービスを発表
2006年1月26日
最初にLISMOに対応したW41Sの販売開始
2007年10月16日
au×Sony "MUSIC PROJECT"によりデジタルオーディオプレーヤーにも対応

## 制限事項
パソコン側の対応OSがMicrosoft Windows（XPとVistaのみ公式対応）に限られている。Mac OS（Macintosh）やLinuxの各OSに対応したパソコンではこれらのサービスを受けることができない。